# 게오르기 주코프
게오르기 콘스탄티노비치 주코프(러시아어: Гео́ргий Константи́нович Жу́ков; 1896년 12월 1일 ~ 1974년 6월 18일)는 소련의 장교이자 소비에트 연방원수였다. 주코프는 소련의 참모총장, 소련의 국방상, 그리고 소련 공산당 중앙위원회 정치국 참여위원이었다. 주코프는 제2차 세계 대전 당시 붉은 군대의 주요 승리에 기여한 인물 중 하나였다.
중앙러시아의 가난한 소작농 집안에서 태어난 주코프는 러시아 제국 육군에 징집되었고, 제1차 세계 대전에 참전하게 되었다. 주코프는 러시아 내전 당시 붉은 군대에서 복무했다. 주코프는 계속 진급했고, 1939년 주코프는 할힌골에 주둔한 집단군을 이끌어 일본군을 상대로 승리를 거두었다. 할힌골 전투의 승리를 통해 주코프는 소비에트 영웅훈장을 수여받았다. 1941년 2월, 주코프는 붉은 군대의 참모총장으로 임명되었다. 그러나 나치 독일의 소련 침공 이후 주코프는 직위를 잃었다. 이후 주코프는 레닌그라드, 모스크바, 스탈린그라드에서 방어군을 편성하였다. 이후 그는 쿠르스크 전투와 바그라티온 작전을 비롯한 소련군의 반격작전에 참여하였다. 1945년 주코프는 제1벨라루스 전선군을 지휘하게 되었고, 비스와-오데르 공세 및 베를린 전투에 참여해 나치 독일의 항복을 이끌어냈고, 유럽에서 제2차 세계 대전은 끝나게 되었다. 주코프가 전쟁에서 보여준 업적을 인정하여, 주코프는 독일의 항복 조건에 서명했다.
전쟁 이후, 주코프의 성공과 인기는 이오시프 스탈린이 주코프를 잠재적 적으로 보는 계기가 되었다. 스탈린은 주코프를 내쫓고 군 사령부에서 미미한 역할을 발휘하게 했다. 1953년 스탈린 사후 주코프는 니키타 흐루쇼프를 지지했다. 1955년 주코프는 소련의 국방상이 되었고, 소련 상임간부 위원회의 일원이 되었다. 1957년 주코프는 신임을 잃었고, 강제로 은퇴당했다. 주코프는 이후 군에 돌아오지 못했고, 1974년 사망했다.

## 성장

### 노동자
주코프는 러시아 제국 모스크바 근처 카르가현(당시엔 모스크바 주) 마로야로스라베츠군 우고츠코 자보츠카야 마을의 스트렐코브카 촌락 농가에서 태어났다. 집안이 가난했기 때문에 초등학교 교육만 받고 모스크바로 와서 가죽직공의 도제가 되었다. 중노동에 시달리면서도 틈이 있을 때마다 독서를 했으며, 결국 도제 과정을 마치고 가죽 장인의 조수로 일하게 되었다.

### 입대
19살때인 1914년 제1차 세계 대전이 일어나자 징병되어 일개 병사로서 제5예비기병연대에 배속되었다. 그러나 훈련과정에서 두각을 나타내어 신병훈련이 끝나자마자 장교의 권유로 부사관 교육과정에 다시 들어갔다. 1916년 봄 부사관으로서 교육을 받기 위해 제10용기병연대에 배속되었다. 주코프는 제1차 세계 대전에서 용감하게 싸운 덕분에 성(聖)게오르기 십자훈장을 2번 수여받았다.

### 혁명
러시아 민중들이 러시아 제국의 무능과 핍박에 저항한 러시아 10월 혁명이 발발하자, 러시아 군은 해체되어 주코프는 집에 돌아왔고, 티푸스에 걸려 1년여를 요양했다. 이후 소련군에 부사관으로 입대하여 러시아 내전에 참전하고 소련 공산당에 입당하였다. 처음에는 부사관의 계급이었으나, 부대내에 배속된 정치장교의 추천으로 장교 교육과정에 입학했다.

### 유능한 군인
이후 장교로서 군에 돌아와 계속 승진하여 기병 대대장이 되었고, 이때 농민반란을 진압한 공적으로 인해 적기훈장을 수여받았다. 1923년 기병연대장, 1930년 5월에는 기병여단장으로 계속 승진을 거듭했다. 후에 소련군 기병감찰관보좌관, 제4기병사단장, 제3기병군단장, 제6기병군단장을 역임하였다. 주코프 원수는 군대의 기계화에 의한 전쟁 곧 군대의 시대변화에 대비한 유능한 군인이었다. 그는 기계화부대의 운용과 새로운 이론의 강력한 제창자중에 한 명이며, 자신이 수립한 계획에 치밀하여 엄격한 훈련과 군율을 실시하는 군인으로 유명해졌다.

## 할힌골 전투

### 할힌골 전투의 배경
스탈린에 의한 1937년부터 1939년까지의 대숙청에서 살아 남았고, 중장으로 승진하여 벨라루스 군관구 사령관을 역임하고 있었다. 한편 일본의 괴뢰정권인 만주국과 몽골인민공화국의 국경구획이 불확실했기 때문에 일본의 관동군과 여러번의 국경충돌이 일어났다. 6월의 국경의 노몬한에서 벌어진 몽골인민공화국군과 만주국군의 작은 충돌이 양국의 보호자 노릇을 하고 있었던 소련과 일본의 충돌로 발전하였다. 처음에 관동군은 처음에 소련의 국경방위 능력을 시험하기 위한 의도로 전투를 개시하였으나 급속히 대규모 전투로 발전하여 최종적으로는 전차 500대이상, 항공기 500기이상, 병력수 수만명이 투입되는 정규전 수준까지 이르렀다. (할힌골 전투 참고)

### 전략
정세가 심상치 않자, 주코프는 6월 벨라루스에서 급히 이곳으로 전임되어 소련군을 지휘하게 되었다. 주코프는 일본군의 공세가 소진되기를 기다려 충분한 전력을 준비해 1939년 8월 20일부터 관동군에 대한 반격을 지휘했다. 기계화된 포병과 보병의 지원을 받는 2개 전차여단이 전선의 양익을 진격시킨다는 대담한 기동을 실시하여 일본 제6군을 포위하고, 1개사단을 전멸시키는 대타격을 주었다. 2주 안에 관동군은 후퇴하고 그 후 국경선은 소련,몽골의 주장대로 확정되었다. 이 공적으로 주코프는 "소련 영웅"의 칭호를 하사받았다. 소련이외에는 이 전투는 잘 알려지지 않았기에 주코프의 기계화부대의 기동적인 운용과 혁신적인 전술도 서방측에서 주목받지 못했다. 이러한 전술이 주위에 널리 알려지게 된 것은 후에 나치 독일에 의해 폴란드와 프랑스의 전격전이 일어날 즈음이었다. 이 공적으로 주코프는 상급대장으로 승진했다.

## 키예프 특별군관구사령관
1940년 5월초 스탈린은 주코프를 불러들여 키에프 특별군관구사령관에 임명하고, 차수(Генерал армии, 상급대장과 소련방 원수의 사이에 있는 계급)의 계급을 수여했다. 주코프는 키에프 군관구에서 임박한 전쟁에 대비한 엄격한 훈련을 실시했고, 그가 훈련시킨 부대는 다른 곳과는 달리 1년후 독일군의 남방집단군의 진격을 상당히 늦추었다.
12월 참모본부에 의해 각 군관구사령관의 회의가 이루어졌으나, 주코프는 독일군의 소련공격이 불가피하다는 것을 강조하며 전차, 기계화부대의 편성을 가속하고, 공군, 항공부대의 강화를 최중요과제로서 제기했다. 1941년 1월 주코프는 소련군 총참모장/부국방인민위원에 임명되었다.

## 제2차 세계 대전

### 나치 독일에 대한 대비
1940년부터 나치 독일이 독소 불가침 조약을 깨고 소련에 대한 공격을 준비하고 있다는 정보는 많은 경로로 소련 지휘부에 전달되었다. 주코프는 총참모장으로서 당시 국방장관이었던 티모셴코와 함께 독일군에 공세에 대한 방위 태세를 정비하였으나, 나치독일을 자극할 것을 우려한 스탈린은 적극적으로 방위태세를 정비하는 것을 금지했다. 주코프와 티모셴코는 거듭 경계령을 발령해줄 것을 요청했고, 독일군의 침략 하루전인 1941년 6월 21일에야 스탈린의 허가를 얻어 경계령을 발동했으나 이미 때는 늦었다.

### 나치 독일군의 진격정지
1941년 6월 22일 나치 독일이 305만 대군으로 소련 침공을 개시했다(바르바로사 작전). 주코프는 총참모장으로서 전선 여러곳을 방문하고 상황을 조사하였다. 주코프는 키에프가 포위의 위기에 몰리자 독일군의 예봉을 피해 일단 후퇴를 하여 병력을 보존하기를 스탈린에게 권고했으나, 스탈린은 이를 무시하였다. 주코프는 자신의 의견이 받아들이지 않자 총참모장 직을 사임하고 전선으로 나가기를 스탈린에게 희망하였다. 스탈린은 주코프의 실력을 믿었으므로 당시 포위되어 있었던 레닌그라드 전선군 사령관으로 파견했다. 그는 무능한 클리멘트 보로실로프를 대신하여 도시방어 임무를 맡았다. 여기서 주코프는 눈부신 군사적 수완과 비정하기까지 한 결의를 보이며, 갈팡질팡하던 방위군의 군율을 회복시키고, 시민의 협력을 얻을 수 있었다. 이로 인해 1941년 가을에는 레닌그라드 남쪽 교외에서 독일군의 진격을 정지시켰다.

### 모스크바 공방전
1941년 10월 모스크바에 독일군이 접근했기 때문에 주코프는 레닌그라드로부터 송환되어 모스크바 방위 지휘관을 맡아 세묜 티모셴코를 대체하였다. 그는 모스크바 주위의 방위선을 강화하고 극동에서 동계전투 훈련을 받은 부대를 차례로 철도수송시켰다. 1941년 12월 소련군의 반격으로 인해 이 방면의 독일군을 후퇴시키는 데 성공했다. 이 대이동을 신속하게 성공시킨 주코프의 병참수완이 없었다면 모스크바 방위는 성공하지 못했을 것이라고 생각된다. (모스크바 공방전 참조)

### 스탈린 그라드 전투
1942년 8월 주코프는 소련군의 최고 사령관 대리에 임명된후, 독일군의 맹공을 받던 스탈린그라드 구출을 위해 파견되었다. 스탈린그라드 전투에서는 소련측도 100만 명에 가까운 사망자가 나왔지만, 1943년 1월 독일 제6군을 포위 궤멸시켜 동부전선의 전환점을 마련하는 데 성공했다. 이 공적으로 주코프는 원수로 승진했다.

### 레닌그라드 포위 해제
1943년 7월 쿠르스크 전투에서는 니콜라이 바투틴을 돈 전선군 사령관으로 임명하여 독일군의 공격을 격퇴하고 1944년 1월에는 레닌그라드의 포위를 해제시켰다. 1944년 6월부터 개시된 소련의 대반격작전(바그라티온 작전)과 계속된 1945년 1월 독일본토에 대한 침공(오데르-나이세 작전)을 지휘하여 4월에 베를린을 점령(베를린 공방전)하고 독일의 카이텔 원수로부터 항복문서를 받았다. 전쟁 승리 후 그대로 소련의 독일 점령군 최고 사령관이 되었다.

### 소비에트 연방의 승리
대조국전쟁에서 대활약했던 군인으로 영웅시되어, 1945년 소비에트 연방 모스크바 붉은 광장에서 전승퍼레이드를 벌일 때 주코프는 스탈린을 대신하여 말을 타고 참여부대의 사열을 받았다.

## 전후

### 좌천
이러한 주코프의 존재와 인기는 스탈린의 독재정치에 대해 적지 않은 위협이 되었다. 게다가 오만하고 투박한 성격때문에 적도 많았다. 그리하여 주코프의 안하무인적인 행동(공식적으로 소련의 모든 승리는 스탈린의 업적이었는데 주코프는 다른 연합군 관계자에게 자신을 과시할 때가 많았다.)으로 말미암아 스탈린의 의심을 샀고, 전리품 약탈 등의 혐의로 베를린에서 모스크바로 송환되었다. 주코프는 스탈린 앞에서 모든 혐의를 인정하고 자아비판했다. 그래서 좌천되어 1947년에는 모스크바에서 멀리 떨어져 있으며, 지휘병력도 적었던 오데사 군관구, 후에 우랄군관구의 사령관을 전전하였다. 스탈린 사후, 다시 정계에 복귀하여 1953년 국방장관 대리, 1955년 국방장관에 취임했다. 1953년에는 내무인민위원장(NKVD)으로 있던 라브렌티 베리야를 체포하여 처형하는 등 스탈린 사후의 소련 공산당의 지도 체제를 지탱하였다.

### 흐루쇼프 지지
1957년 니키타 흐루쇼프의 스탈린 격하 운동 이후 스탈린을 옹호하는 뱌체슬라프 몰로토프가 조직한 이른바 반당 그룹과의 권력 투쟁에서는 흐루쇼프를 지지하였다. 그러나 6월 소련 공산당 중앙위원회 간부회의(정치국)에서 군사면에 관한 정책을 둘러싸고 흐루쇼프와 중대한 의견차이가 일어났다. 흐루쇼프는 육해군의 병력 삭감과 함께 억제력으로 전략핵무기부대를 증강시켜서, 남겨진 인적, 물적 자원을 민간 경제 발전으로 돌리려고 하였다.

### 해직
한편 주코프는 군의 이익을 제일로 생각했기 때문에, 이 정책에는 반대했다. 흐루쇼프는 군에 대한 당의 우위성을 방패삼아, 주코프를 장관직에서 해임시키고 중앙위원회에서도 추방했다. 흐루쇼프의 회고록에서는 주코프가 쿠데타를 기도했다고 믿고 있었기에, 중앙위원회의 회의에서 이를 이유로 주코프를 고발하여 추방시켰다고 회상했다.

### 명예의 회복
1964년 10월 흐루쇼프가 실각하고, 레오니드 브레즈네프와 알렉세이 코시긴이 뒤를 이었고, 그들로부터 주코프의 명예는 회복되었다. 정계에 복귀하지는 않았으나, 소련에서 가장 대중적인 인기를 얻었던 인물 중 한명이었다. 후에 제2차 세계대전 회고록 《추억과 회고》(Воспоминания и размышления)을 집필하여 세계 30개국, 19개 언어로 약 800만부가 출판되었다.
1974년에 사망했고, 군인으로서 최고의 영예를 받으며 다른 원수들과 마찬가지로 크렘린 벽묘지에 안장되었다.

## 훈장
소비에트 연방 영웅(4회), 몽골 인민 공화국 영웅. 승리 훈장 2개, 레닌 훈장 6개, 10월 혁명 훈장, 적기 훈장 3개, 일등 수보로프 훈장 2개를 수상. 제2차 세계 대전 중 최고 사령관으로 41번의 감사장을 수여받았다.
방공군(소련에서는 육해공군 이외에 방공군과 전략로켓군이 별도의 편제로 존재했다.)의 지휘관 아카데미에 그의 이름이 붙었다. 모스크바, 상트페테르부르크 등에는 그의 이름이 붙은 거리가 존재한다. 모스크바, 에카테린부르크, 옴스크, 트베리, 하르코프, 쿠르스크 등에는 기념비가, 주코프에는 동상이 고향 스토렐코프카에는 화강암의 기념비가 건립되었다.
1995년 주코프의 탄생일 100주년을 기념하여 러시아 정부는 주코프 훈장을 신설하였다.

## 같이 보기
- 이오시프 스탈린
- 니콜라이 불가닌
- 니키타 흐루쇼프
- 블라디미르 레닌

| 전임 키릴 메레츠코프 | 제4대 노농적군 총참모장 1941년 2월 ~ 1941년 7월 29일 | 후임 보리스 샤포슈니코프 |

| 전임 (신설) | 제1대 독일의 연합군 군정기 소련군 공동 사령관 1945년 4월 ~ 1945년 6월 9일 | 후임 (폐지) (소련 군정청장)게오르기 주코프 |

| 전임 (소련군 사령관)게오르기 주코프·콘스탄틴 로코솝스키·이반 스테파노비치 코네프 (신설) | 제1대 독일의 연합군 군정기 소련 군정청장 1945년 6월 9일 ~ 1946년 4월 10일 | 후임 바실리 소콜롭스키 |

| 전임 니콜라이 불가닌 | 제2대 소련의 국방장관 1955년 2월 9일 ~ 1957년 10월 26일 | 후임 로디온 말리놉스키 |